# Батамбанг (провинция)
Батамбанг (на кхмерски: បាត់ដំបង) е една от 20-те провинции в Камбоджа. На север граничи с провинция Бантеай Меантей, на юг – с провинция Поусат, на запад – с Тайланд и самостоятелната община Пайлин, а на изток – със Сием Реап.

## Административно деление
Провинция Батамбанг се състои от 1 самостоятелен град – административен център Батамбанг, и от 13 окръга:
- Банан (02 – 01)
- Тхма Коул (02 – 02)
- Бат Дамбанг (02 – 03)
- Бавел (02 – 04)
- Ек Пхном (02 – 05)
- Моунг Руесей (02 – 06)
- Ротанак Мондол (02 – 07)
- Сангкае (02 – 08)
- Самлоут (02 – 09)
- Сампов Лоу (02 – 10)
- Пхнум Проейт (02 – 11)
- Камриенг (02 – 12)
- Коас Крала (02 – 13)